# جفرسون، نیوجرسی
جفرسون (به انگلیسی: Jefferson Township) شهری در ایالت نیوجرسی کشور ایالات متحده آمریکا است که جمعیت آن در سرشماری سال ۲۰۱۰ میلادی، ۲۱٬۳۱۴ نفر بوده‌است.